# Gửi thời thanh xuân ấm áp của chúng ta
Gửi thời thanh xuân ấm áp của chúng ta (tiếng Anh: Put Your Head On My Shoulder; tiếng Trung: 致我们暖暖的小时光)  là bộ phim truyền hình chiếu mạng của Trung Quốc ra mắt tháng 4 năm 2019,  được chuyển thể từ cuốn  tiểu thuyết cùng tên của nhà văn Triệu Kiền Kiền. Bộ phim do Chúc Đông Ninh làm đạo diễn, cùng với các diễn viên trẻ: Hình Phi, Lâm Nhất, Đường Hiểu Thiên,Trịnh Anh Thần, Chu Tuấn Vĩ tham gia diễn xuất. Bộ phim bắt đầu khởi quay vào ngày 9 tháng 8 năm 2018 tại Ninh Ba, Chiết Giang , đóng máy vào ngày 21 tháng 10 cùng năm . Ngày 10 tháng 4 năm 2019, bộ phim chính thức được phát sóng trên nền tảng video Tencent. Bộ phim này cùng tác giả với bộ phim Gửi thời thanh xuân ngây thơ tươi đẹp phát sóng năm 2017. Tác phẩm nối tiếp trong bộ 3 hệ liệt tác phẩm được chuyển thể từ tiểu thuyết này của cùng tác giả Triệu Kiền Kiền là Gửi thời thanh xuân mỹ mãn ngọt ngào của chúng ta cũng đã được phát sóng vào đầu năm 2020 trên ứng dụng Tencent.

## Phát sóng
| Kênh          | Địa điểm   | Thời gian                                          | Ghi chú |
| ------------- | ---------- | -------------------------------------------------- | --- |
| Tencent video | Trung Quốc | Ngày 10 tháng 4 năm 2019 - 8 (16) tháng 5 năm 2019 | Thành viên VIP của Tencent Video: Tuần đầu 8 tập, các tuần tiếp theo 4 tập. Thành viên thường: 20h thứ tư, thứ năm hàng tuần, mỗi ngày 2 tập. |

## Diễn viên

### Diễn viên chính
| Diễn viên        | Vai trò      | Giới thiệu |
| ---------------- | ------------ | --- |
| Hình Phi         | Tư Đồ Mạt    | Sinh viên → Công ty quảng cáo thực tập sinh. Sinh viên năm 4 thuộc hệ kế toán của trường đại học Nam Phương đại học, ước mơ làm quảng cáo. Thích ăn bún ốc Liễu Châu, thích Doraemon và xem phim kinh dị. Mối tình đầu của Phó Phái. Sau đó vô tình gặp Cố Vị Dịch, trải qua thời gian dài ở chung dần nảy sinh tình cảm. |
| Lâm Nhất         | Cố Vị Dịch   | Sinh viên Thiên tài vật lý, học giỏi, thành viên phòng thí nghiệm vật lý nghiên cứu khoa học. Tính cách cao ngạo, ít nói, thích uống trà, yêu thích các sản phẩm công nghệ cao và mọi thứ liên quan tới vật lý, mỗi ngày đều ở phòng thí nghiệm vật lý.                                                                   |
| Đường Hiểu Thiên | Phó Phái     | Sinh viên Phú nhị đại, bóng rổ giáo thảo. Yêu thích chơi bóng rổ cùng game. Mối tình đầu của Tư Đồ Mạt, đối với người ngoài hào phóng lại thường thường xem nhẹ tình cảm với Mạt Mạt. Sau này thích Vương San |
| Trịnh Anh Thần   | Vương San    | Sinh viên Bạn cùng phòng kí túc với Tư Đồ Mạt, học bá, thích Phó Phái. |
| Chu Tuấn Vĩ      | Lâm Trực Tồn | Minh tinh Tự cao tự đại, lại tri kỷ tinh tế. Nhân một lần quay quảng cáo mà quen biết Tư Đồ Mạt. |

### Diễn viên phụ
| Diễn viên         | Vai diễn         | Ghi chú |
| ----------------- | ---------------- | --- |
| Châu Tử Hinh      | Tạ Vũ Ngâm       | Nghiên cứu sinh Thành viên phòng thí nghiệm vật lý nghiên cứu khoa học. Cố Vị Dịch, Châu Lỗi học tỷ, Lục Giản Thi học muội. Thích Cố Vị Dịch. |
| Trương Hạo Luân   | Châu Lỗi         | Sinh viên Thành viên phòng thí nghiệm vật lý nghiên cứu khoa học, tính cách thẳng thắn thiện lương.                                           |
| Tiết Băng         | Giáo sư Giang    | Giáo sư Thành viên phòng thí nghiệm vật lý. Cố Dịch Vị, Châu Lỗi, Tạ Vũ Ngâm, Lục Giản Thi giáo thụ.                                          |
| Cát San San       | Bội Lan          | Vợ giáo sư Giang, quản lí kí túc xá nữ. |
| Từ Mỹ Linh        | Hoàng Văn Quân   | Mẹ của Tư Đồ Mạt |
| Vinh Dung         | Từ Bình          | Mẹ của Cố Vị Dịch |
| Y Sa              | Từ Tiệp Nhi      | Bạn học cấp 3 của Tư Đồ Mạt và Phó Phái, sau trở thành đồng nghiệp của Tư Đồ Mạt                                                              |
| Cao Dục Phi       | Mộng Lộ          | Sinh viên Bạn cùng phòng kí túc của Tư Đồ Mạt, Vương San . Bạn gái của A Khắc.                                                                |
| Chúc Khang Lạp    | A Khắc           | Sinh viên Bạn cùng phòng kí túc của Cố Vị Dịch và Phó Phái. Bạn trai Mộng Lộ.                                                                 |
| Chu Lạp Lạp       | Bàn tử           | Sinh viên Bạn cùng phòng kí túc của Cố Vị Dịch và Phó Phái.                                                                                   |
| Trần Tinh Tinh    | Hổ Nựu           | Sinh viên Bạn cùng phòng kí túc của Tư Đồ Mạt, Vương San                                                                                      |
| Hạ Cường          | Cố Tu            | Bố của Cố Vị Dịch |
| Lục Trung         | Tư Đồ Văn        | Bố của Tư Đồ Mạt |
| Lệ Mộng Phàm      | Lục Giản Thi     | Sinh viên Thành viên phòng thí nghiệm vật lý nghiên cứu khoa học. Cố Vị Dịch, Châu Lỗi, Tạ Vũ Ngâm học tỷ.                                    |
| Lữ Trác Nhiên     | Sasa             | |
| Hàn Giai Hủy      | Vivi             | |
| Chu Nhã Khê       | Lâm Đạt          | |
| Thường Nhuế       | Lý Na            | |
| Ổ Thiến           | Lý Thanh         | |
| Bành Chí Binh     | Alex             | |
| Thiệu Nhan Uyển   | Hứa lão sư       | |
| Thái Cương        | Phó Kiến Cương   | Bố của Phó Phái |
| Trương Gia Nguyên | Mike             | |
| Diệp Thiên        | Iron             | |
| Trần Nhất Nặc     | Triệu Tuyết Ngọc | |
| Tô Hiểu Ngôn      | Khang Lâm        | |
| Nhậm Học Hải      | Vương lão sư     | |
| Tina              | Anna             | |
| Thôi Nhất Thiếu   | Tư Đồ Hạo        | Em trai Tư Đồ Mạt |
| Kim Tiểu Địch     | Trương Duyệt     | |
| Triệu Tuấn Trạch  | Cố Mạt Vị        | Con của Cố Vị Dịch và Tư Đồ Mạt |
| Du Kiệt Kỳ        | Bác sĩ Lưu       | |

## Nhạc phim
| Tên bài hát                   | Lời              | Nhạc                       | Biên khúc     | Biểu diễn               | Ghi chú          |
| Thời gian ấm áp               | Liêu Vũ          | Hòa Hối Huệ, Vương Tử Đồng | Triệu Vũ      | Coca chính là lực lượng | Bài hát mở đầu   |
| Lưỡng nhân phần mỹ hảo        | Lý Thiên Dương   | Trịnh Quốc Phong           | Lý Gia Triết  | Lý Tuấn Nghị            | Bài hát kết thúc |
| Tình tiết có bạn              | Liêu Vũ          | Hòa Hối Huệ                | Tôn Ngọc Kính | Châu Phẩm               |                  |
| Đoán xem                      | Trương Bằng Bằng | Trịnh Quốc Phong           | Từ Kiệt       | Hà Man Đình             |                  |
| Thời gian của một bản tình ca | Lâm Kiều         | Lý Toàn                    | Châu Phú Kiến | Ấn Tử Nguyệt            |                  |

## Kiểm duyệt tại Việt Nam
Sau nhiều chỉ trích, Chính phủ Việt Nam ra lệnh cho Netflix đã cắt bỏ cảnh có bản đồ đường lưỡi bò phi pháp của Trung Quốc trong phim truyền hình Gửi thời thanh xuân ấm áp của chúng ta.